# Почуйки
Почу́йки — село в Україні, у Житомирському районі Житомирської області, Входить до складу Квітневої сільської громади. Населення становить 794 осіб. До 2016 року центр Почуйківської сільської ради.

## Географія
Село Почуйки розташоване за 15 км від селища Попільня на схід, за 100 км від м. Києва та за 3 км від залізничної зупинки «Чернявка» Південно-Західної залізниці. Площа колишньої сільської ради — 33,371 км², а площа населеного пункту становить — 6,229 км².

## Назва
Є декілька версій походження назви села — «Почуйки». За однією з них, у 1380 році дана місцевість належала Великому князівству Литовському і найменувалася за прізвищем князя Почутко, який був призначений охороняти територію, у документах значиться «Почуйкове на Кам'янці».

## Історія
Перша згадка про село у документах значиться в 1471 році, на той час було 12 мешканців села. Після татарської навали під керівництвом Манглі Герея Почуйки надовго запустіли. Потерпали вони й від нападів поляків, турків, московитів. Проходили через Почуйки козацькі полки під проводом Криштофа Косинського (1591–1593), Северина Наливайка (1596), Іллі Голоти (1649), відвідували село також і воїни Богдана Хмельницького.
Під час організованого радянською владою Голодомору 1932—1933 років померло щонайменше 73 жителі села.
У роки Німецько-радянської війни 297 жителів села воювали у лавах радянської армії, 289 — нагороджено орденами і медалями, 184 — загинули. У грудні місяці 1943 року село було звільнене від німецьких військ.
29 червня 1960 року, відповідно до рішення Житомирського облвиконкому № 672 «Про об'єднання деяких населених пунктів в районах області», до села приєднано хутір Грабова.

## Сьогодення
На території села знаходяться два фермерських господарства та приватне сільськогосподарське підприємство «Україна», яке має племінні заводи по розведенню чорно-рябої молочної, червоно-рябої молочної порід великої рогатої худоби та поліської м'ясної породи, племінні репродуктори по розведенню коней породи «Новоолександрівський ваговоз» і свиней великої білої породи, завод по виробництву насіння та є одним з найкращих в області. Значних успіхів ПСП «Україна» досягло завдяки вмілому правлінню Заслуженого Працівника сільського господарства, ветерана праці, учасника війни — бойових дій, кавалера ордена «За заслуги» ІІІ ступеня, Кельвича Леоніда Миколайовича, котрий очолював його протягом 1986–2008 років.
З 2008 року ПСП «Україна» перейшло у власність малого приватного підприємства фірми «Ерідон». В
2015 році компанія «Ерідон» інвестувала 80 млн грн в будівництво тваринницького комплексу на 500 голів великої рогатої худоби.
2018 року відкрито новий сучасний насіннєвий завод. Замовник будівництва ПСП «Україна».
Завод є найсучаснішим в Україні та устаткований обладнанням визнаного світового лідера — німецької компанії Petkus («Петкус»). Він має найвищий рівень комп'ютеризації та автоматизації всіх виробничих процесів. Якість насіння буде повністю відповідати кращим світовим стандартам. Площа комплексу становить 7118,1 м², а вартість основних фондів, які прийнято в експлуатацію, 644347 тис. грн.
На території сільської ради діє дві релігійні громади. В селі є загальноосвітня школа І — II ступенів в якій навчається 101 учень, лікарська амбулаторія, дитячий садочок, пекарня, відділення зв'язку, магазини, бібліотека, аптека та будинок культури.
Село газифіковане. В селі є два ставки. Площа одного з них становить понад 150 га.

## Відомі люди
В селі народилися такі видатні люди:
- Тадеуш Йотейко (нар. 1 квітня 1872 р.) — польський видатний композитор, диригент, віолончеліст, педагог.
- Михайло Іонович Польовий (Бронштейн Мойше Духід Йонов Янкель Маркович) (нар. 2 січня 1914 р.) — український письменник.
- Соломончук Григорій Якович (1957 р. н.) — гуморист.
- Трощинський Володимир Павлович (1951  р. н.) — доктор історичних наук, нагороджений орденом «За заслуги» III ст., лауреат Державної Премії за працю «Українці крізь віки».